# Warłań
Warłań (biał. Варлань; ros. Варлань) – wieś na Białorusi, w obwodzie witebskim, w rejonie dokszyckim, w sielsowiecie Berezyna. W 2009 roku liczyła 19 mieszkańców.